# Fernando Mariaca
Fernando Mariaca González de Artaza  (* 30. Mai 1959 in Gopegui) ist ein ehemaliger spanischer Gewichtheber.
Er belegte bei den Weltmeisterschaften 1981 den vierzehnten Platz im Federgewicht. 1984 nahm er an den Olympischen Spielen in Los Angeles teil und wurde im Leichtgewicht Zwölfter. Den gleichen Platz erreichte er bei den Weltmeisterschaften 1985. Bei den Olympischen Spielen in Seoul wurde er bei der Dopingkontrolle positiv getestet und disqualifiziert. 1990 kam er bei den Weltmeisterschaften auf den elften Platz. Bei den Europameisterschaften 1992 wurde er Neunter. Im selben Jahr nahm er in Barcelona an seinen dritten Olympischen Spielen teil, hatte aber keinen gültigen Versuch.